# Rosalba fimbriata
Rosalba fimbriata là một loài bọ cánh cứng trong họ Cerambycidae.